# HD 175443
HD 175443，又名BD+27 3150，SAO 86558、HR 7132，是一颗恒星，视星等为5.62，位于銀經58.43，銀緯11.76，其B1900.0坐标为赤經18h 50m 14.6s，赤緯+27° 11.76′ 8″。